# Rodolphe de Hemricourt de Grunne
Graaf Rodolphe Charles Geoffroy Hemricourt de Grunne (Brussel, 18 november 1911 – Het Kanaal, 21 mei 1941) was een Belgische gevechtspiloot die vocht voor de falangisten tijdens de Spaanse Burgeroorlog alsook in de Royal Air Force tijdens de Tweede Wereldoorlog.

## Levensloop
De Grunne was een telg van het adellijk geslacht de Hemricourt de Grunne. Hij was een zoon van Charles-François Prosper (Charles) de Hemricourt de Grunne (1875-1937), burgemeester van Aalter, en Marie Valentine de Montalembert (1876-1962) en had twee oudere en een jongere zusters en een oudere broer. Van jongs af aan interesseerde De Grunne zich in de luchtvaart. Hij behaalde het brevet van burgerpiloot (N° 371) in 1932, 22 jaar oud. Het Belgisch leger keurde hem af als militair piloot wegens een slecht zicht. Daarom deed De Grunne zijn legerdienst als gewoon milicien bij de landmacht, bij het 1ste Regiment Gidsen (1G). Dit was in 1933, met tweemaal een vervolg, in 1935 en 1936.

## Spaanse Burgeroorlog

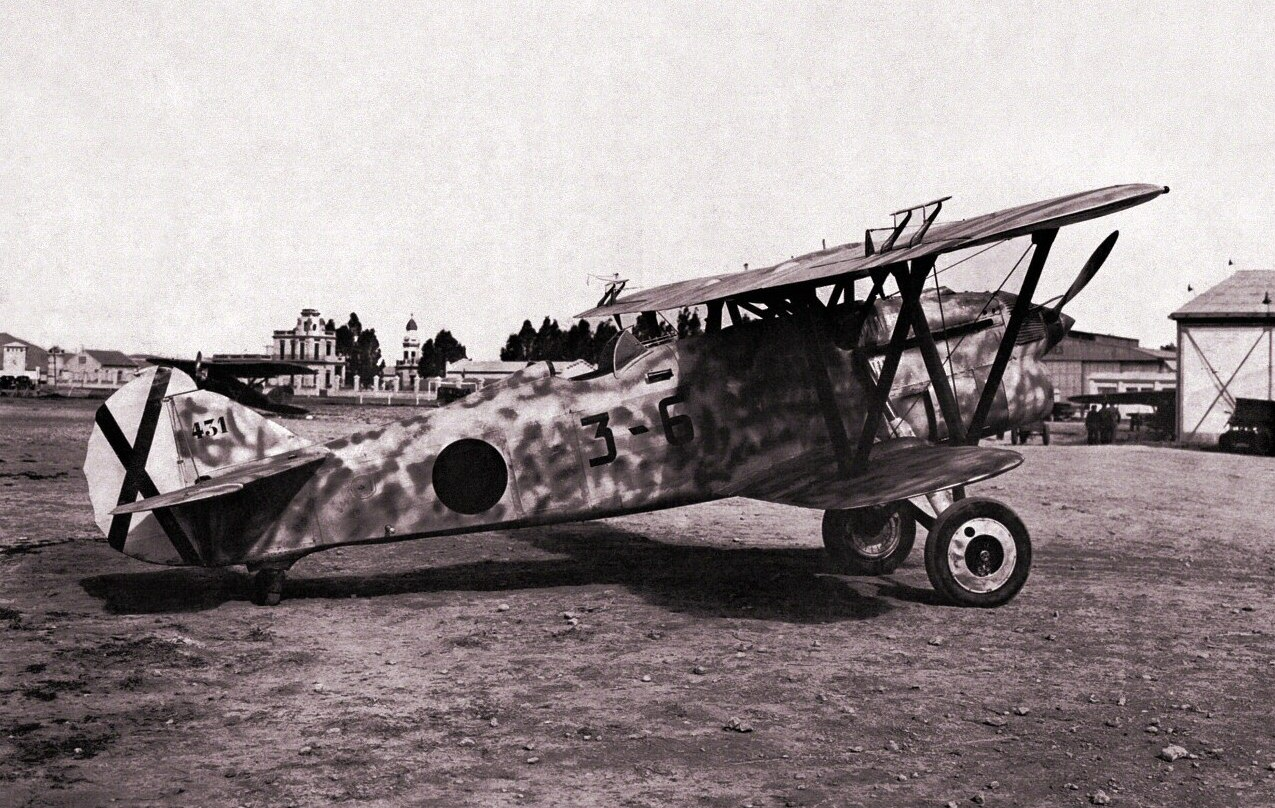
Fiat CR.32

In september 1936 meldde De Grunne zich als vrijwilliger aan bij de Nationalistische troepen van Franco in Spanje, waar hij terechtkwam bij een Falangistische eenheid van ±50 man die voornamelijk uit Argentijnse vrijwilligers bestond. Hij geraakte gewond tijdens gevechten in Burgos. Hij werd door een kogel in het been getroffen. In het hospitaal vernam men dat de Grunne van adel was, en een vliegbrevet op zak had, waarop de falangisten hem een job als gevechtspiloot bezorgden. Na een opleiding aan de door de Luftwaffe ondersteunde Escuela Tablada (vliegschool) in Sevilla in december 1936 en januari 1937 werd hij met de rang van alférez (onderluitenant) geplaatst bij grupo (‘vlucht’) 3-G-11 in Saragossa, waar hij Heinkel He 46 verkenningstoestellen vloog. In maart werd hij overgeplaatst naar grupo 1-G-2 met Heinkel He 51 jagers. Op 1 november 1937 werd hij overgeplaatst naar grupo 4-G-12 dat met de Romeo Ro 37 observatievliegtuigen vloog, en op 8 december naar grupo 3-G-3 van het 5 escuadrilla de caza (smaldeel jachtvliegtuigen) van Joaquín García Morato, dat uitgerust was met Fiat CR.32 jagers, en ten slotte op 15 december naar grupo 2-G-3 van hetzelfde escuadrilla, eveneens met Fiat CR.32 jagers. In deze eenheid vloog hij in 1937 talloze gevechtsmissies, en behaalde hij al zijn overwinningen. Zijn eerste bevestigde overwinning behaalde hij op 14 augustus 1938 op een Polikarpov I-16. De maanden daarop schakelde hij nog eens acht Republikeinse toestellen uit.
Tijdens de Spaanse Burgeroorlog maakte hij 425 gevechtsvluchten en 25 grondaanvalsvluchten in totaal 794 vluchturen als gevechtspiloot, waarin hij aan 27 luchtgevechten deelnam. Hij werd daarvoor zowel door de Spanjaarden als door de Duitsers gedecoreerd.

## 18 Daagse Veldtocht
In 1939 keerde hij, door de mobilisatie van de Belgische strijdkrachten, terug naar het Belgisch leger, in de fietsinfanterie van de 7de Infanteriedivisie. Hij protesteerde, met als gevolg dat hij overgeplaatst werd naar de militaire vliegeniersschool in Deurne, waarna hij als jachtvlieger werd ingedeeld bij het 2e Smaldeel ‘Schotse Distel’/Escadrille ‘Le Chardon d’Ecosse’ (2/I/2) in Schaffen (Basis Nr 9), de enige Belgische eenheid met de nieuwe Hawker Hurricane Mk.I jagers. Tijdens de winter van 1939/1940 werd de eenheid regelmatig ingezet om buitenlandse toestellen uit het neutrale Belgische luchtruim te verjagen. Bij zo’n actie verjoeg De Grunne op 12 maart 1940 een Dornier Do 17. Tijdens de meidagen van 1940 werden de Belgische Hurricanes bijna allemaal op de grond vernietigd, en vertrokken De Grunne en de andere piloten naar Frankrijk.

## Engeland
In juni 1940 capituleerde Frankrijk. De Grunne vertrok met andere vliegers op 23 juni naar Engeland, waar hij 7 juli in Liverpool aankwam. Met zijn negen bevestigde overwinningen boven Spanje en de ervaring als Hurricanepiloot in de Belgische luchtstrijdkrachten werd hij op 4 augustus 1940, na een stoomcursus bij de 7e Operational Training Unit (7 OTU) in Hawarden, ingedeeld bij het 32 Squadron RAF (Hurricanes) op Biggin Hill. Tijdens de Slag om Engeland nam hij deel aan de verdediging van Londen. Hij bevocht de Duitsers, die voordien in Spanje nog zijn bondgenoten waren.
Op 16 augustus 1940 hij behaalde zijn tiende bevestigde overwinning, een Messerschmitt Bf 109. Een dag later beschadigde hij er een, en op 18 augustus hielp hij bij het vernietigen van een Dornier Do 17 bommenwerper. Nadat hij diezelfde dag voor de derde maal was opgestegen werd zijn Hurricane Mk I in brand geschoten door Messerschmitts van de III. Gruppe van het Jagdgeschwader 26 (III/JG 26). De Grunne slaagde er in om zijn toestel te verlaten, maar hij liep tweede- en derdegraads brandwonden op in het aangezicht, de benen en handen. Zijn herstel duurde maanden.
Daarna werd hij naar Portugal gestuurd, op een geheime missie gestuurd om Belgen, die via Frankrijk in Spanje terechtgekomen waren en daar geïnterneerd waren, vrij te krijgen.
Eind april 1941 werd hij ingedeeld bij het 609 ‘West Riding’ Squadron, een Spitfire-eenheid waar meer Belgische piloten ingedeeld waren. In mei 1941 werd 609 Sqn ingezet voor offensieve opdrachten boven de kust van bezet Frankrijk. Op 21 mei 1941 werd De Grunne’s eenheid ingezet bij operatie ‘Circus 10’; een aanval op de Benzol olieraffinaderij in Gosnay door 18 lichte Blenheim bommenwerpers van 21 en 110 Sqn die geëscorteerd werden door jagers van 1, 258 en 302 Sqn’s, met een ‘top-cover’ door 92 Sqn. Verdere ondersteuning werd geleverd door jagers van 56, 242, 303, 306, 609, 145, 54, 603 en 611 Sqn’s, allemaal van N°. 11 Group RAF van RAF Fighter Command. 609 Sqn dekte de terugtocht en raakte boven Het Kanaal in gevecht met Messerschmitts van JG 3 waarbij De Grunne’s Spitfire Mk.IIa geraakt werd en uit elkaar viel. Anderen meldden een valscherm in Het Kanaal, waarop de hele avond werd gezocht naar De Grunne, maar hij werd niet gevonden.
Op de Militaire Begraafplaats Evere, bevindt zich in het Ereperk voor Belgische vliegeniers, perk II een symbolisch graf van graaf Rodolphe de Hemricourt de Grunne.

## Luchtoverwinningen
| No                   | Datum             | Claim                   | Locatie                        | Opmerking     | Toegekend | Eigen toestel         | Eenheid                       |
| -------------------- | ----------------- | ----------------------- | ------------------------------ | ------------- | --------- | --------------------- | ----------------------------- |
| Spaanse Burgeroorlog |                   |                         |                                |               |           |                       |                               |
| 1                    | 12 maart 1938     | Polikarpov I-15 ‘Chato’ | Híjar                          | onbevestigda) | 1         | Fiat CR.32            | Grupo 2-G-3 Aviación Nacional |
| 2                    | 31 mei 1938       | I-15                    | Omgeving La Puebla de Valverde | onbevestigdb) | 1         | Fiat CR.32            | Grupo 2-G-3 Aviación Nacional |
| 3                    | 19 juni 1938      | I-15                    | Alcublas                       | onbevestigdc) | 1         | Fiat CR.32            | Grupo 2-G-3 Aviación Nacional |
| 4                    | 19 juni 1938      | Polikarpov I-16 ‘Rata’  | Noord van Villar del Arzobispo | onbevestigdc) | 1         | Fiat CR.32            | Grupo 2-G-3 Aviación Nacional |
| 5                    | 14 augustus 1938  | I-16                    | Noord van Reus                 | d)            | 1         | Fiat CR.32            | Grupo 2-G-3 Aviación Nacional |
| 6                    | 1 september 1938  | Grumman FF-1 ‘Delfín’   | Cabeza del Buey                | e)            | 1         | Fiat CR.32            | Grupo 2-G-3 Aviación Nacional |
| 7                    | 22 september 1938 | I-15                    | Corberaf)                      |               | 1         | Fiat CR.32            | Grupo 2-G-3 Aviación Nacional |
| 8                    | 22 september 1938 | I-16                    | Corberaf)                      |               | 1         | Fiat CR.32            | Grupo 2-G-3 Aviación Nacional |
| 9                    | 2 oktober 1938    | I-16                    | Corberah)                      | onbevestigdg) | 1         | Fiat CR.32            | Grupo 2-G-3 Aviación Nacional |
| 10                   | 3 oktober 1938    | I-16                    | Corbera                        | i)            | 1         | Fiat CR.32            | Grupo 2-G-3 Aviación Nacional |
| 11                   | 2 november 1938   | I-15                    | Pinell                         |               | 1         | Fiat CR.32            | Grupo 2-G-3 Aviación Nacional |
| 12                   | 3 november 1938   | I-15                    | Salvatierra                    |               | 1         | Fiat CR.32            | Grupo 2-G-3 Aviación Nacional |
| 13                   | 11 december 1938  | I-16                    | Mequinenza                     |               | 1         | Fiat CR.32            | Grupo 2-G-3 Aviación Nacional |
| 14                   | 1 februari 1939   | I-15                    | Ciervoles                      |               | 1         | Fiat CR.32            | Grupo 2-G-3 Aviación Nacional |
| Tweede Wereldoorlog  |                   |                         |                                |               |           |                       |                               |
| 15                   | 16 augustus 1940  | Messerschmitt Bf 109E   | Het Kanaal                     |               | 1         | Hawker Hurricane Mk I | 32 Squadron RAF               |
| 16                   | 17 augustus 1940  | Bf-109E                 | Biggin Hill                    | beschadigd    | 0         | Hawker Hurricane Mk I | 32 Squadron RAF               |
| 17                   | 18 augustus 1940  | Dornier Do 17           | Biggin Hill                    | gedeeldc)     | 0,5       | Hawker Hurricane Mk I | 32 Squadron RAF               |

a) – In sommige bronnen staat deze claim als 'waarschijnlijk'. Grupo 2-G-3 claimde zeven vernietigde I-15's, 1 waarschijnlijk vernietigd en 1 beschadigd, plus 1 Toepolev SB vernietigd, zonder eigen verliezen. Republikeinse rapporten hierover zijn onbekend.

b) – 2-G-3 en 3-G-3 claimden samen acht I-15’s en twee I-16’s zonder eigen verliezen. De Republikeinen claimden echter 12 Nationalistische vliegtuigen en vijf eigen verliezen.

c) – In sommige bronnen staat deze claim als 'waarschijnlijk' geregistreerd. 

d) – Geclaimd in groot luchtgevecht tussen I-16's van de Republikeinse 1e, 3e en 4e escuadrillas van de Fuerzas Aéreas de la República Española (FARE), ook wel bekend als de Arma de Aviación, en CR.32's van de grupos 2-G-3 en 3-G-3 van de Nationalistische Aviación Nacional, die drie, resp. twee I-16's claimden.

e) – Twee Grumman FF-1’s van de Grupo n°. 28 van de FARE werden neergeschoten door 2-G-3, één daarvan werd vernietigd.

f) – Volgens sommige bronnen gebeurde dit boven het stroomgebied van de Ebro

g) – Dit betrof de I-16 die gevlogen werd door sargento Álvaro Pitarch Escorituella.

h) – Volgens sommige bronnen gebeurde dit bij Gandesa.

i) – Dit betrof I-16 (CM-061) van het 7e Squadron FARE